# Walter Riccomi
Walter Riccomi (nascido em 18 de janeiro de 1950) é um ex-ciclista profissional italiano que participava em competições de ciclismo de estrada. Riccomi terminou quatro vezes como um dos dez melhores nas grandes voltas, mas não venceu qualquer etapa. Ele também participou na prova de estrada individual nos Jogos Olímpicos de 1972, em Munique, competindo por Itália.

## Palmarès
1975
Giro d'Italia:
7º lugar na classificação geral
1976
Castiglione del Lago
Gran Premio Città di Camaiore
Gran Premio Industria e Commercio di Prato
Giro d'Italia:
9º lugar na classificação geral
Tour de France:
5º lugar na classificação geral
1977
GP Aix-en-Provence
Giro d'Italia:
7º na classificação geral